# Pomar da Rainha
Pour les articles homonymes, voir Pomar.
Pomar da Rainha (en français Verger de la Reine) est un village portugais du district de Vila Real, Concelho de Montalegre, freguesia de Salto. Perché à 970 m d'altitude dans la Serra do Barroso, il ne compte aujourd'hui que quelques âmes.